# Краљевина Источна Англија
Краљевина Источна Англија, такође позната и као Краљевина Источних Англа (стенгл. Ēast Engla Rīce, лат. Regnum Orientalium Anglorum), била је једна од седам краљевина англосаксонске хептархије. Простирала се на територијама данашњих енглеских грофовија Норфок и Сафок. Име је добила по Англима, древном германском народу који се на том подручју населио још средином 5. века. Први владар је Вуфа по коме је династија Вуфингас добила назив. Овој династији је припадао и Редвалд под чијом је влашћу Источна Англија у 7. веку постала најјача држава хептархије и Сигеберт под чијом владавином се краљевина покрстила. У каснијим годинама краљевство је ослабило и постало вазал суседне Мерсије и Весекса. Њеном слабљењу касније ће доста допринети и Викинзи, односно Данци који су њоме владали од 879. до 917. године када их је поразио Едвард Старији те подручје Источне Англије припојио Краљевини Енглеској.